# Sporisorium occidentale
Sporisorium occidentale är en svampart som först beskrevs av Seym. ex G.P. Clinton, och fick sitt nu gällande namn av Vánky & Snets. 1990. Sporisorium occidentale ingår i släktet Sporisorium och familjen Ustilaginaceae.   Inga underarter finns listade i Catalogue of Life.